# سبورتيفو دوك سود
سبورتيفو دوك سود نادي كرة قدم أرجنتيني يقع في دوك سود. تأسس في 1 سبتمبر 1916. يلعب حاليا في الدرجة الممتازة د ميتروبوليتانا المصنف في المستوى الخامس.